# 柯尔鸭

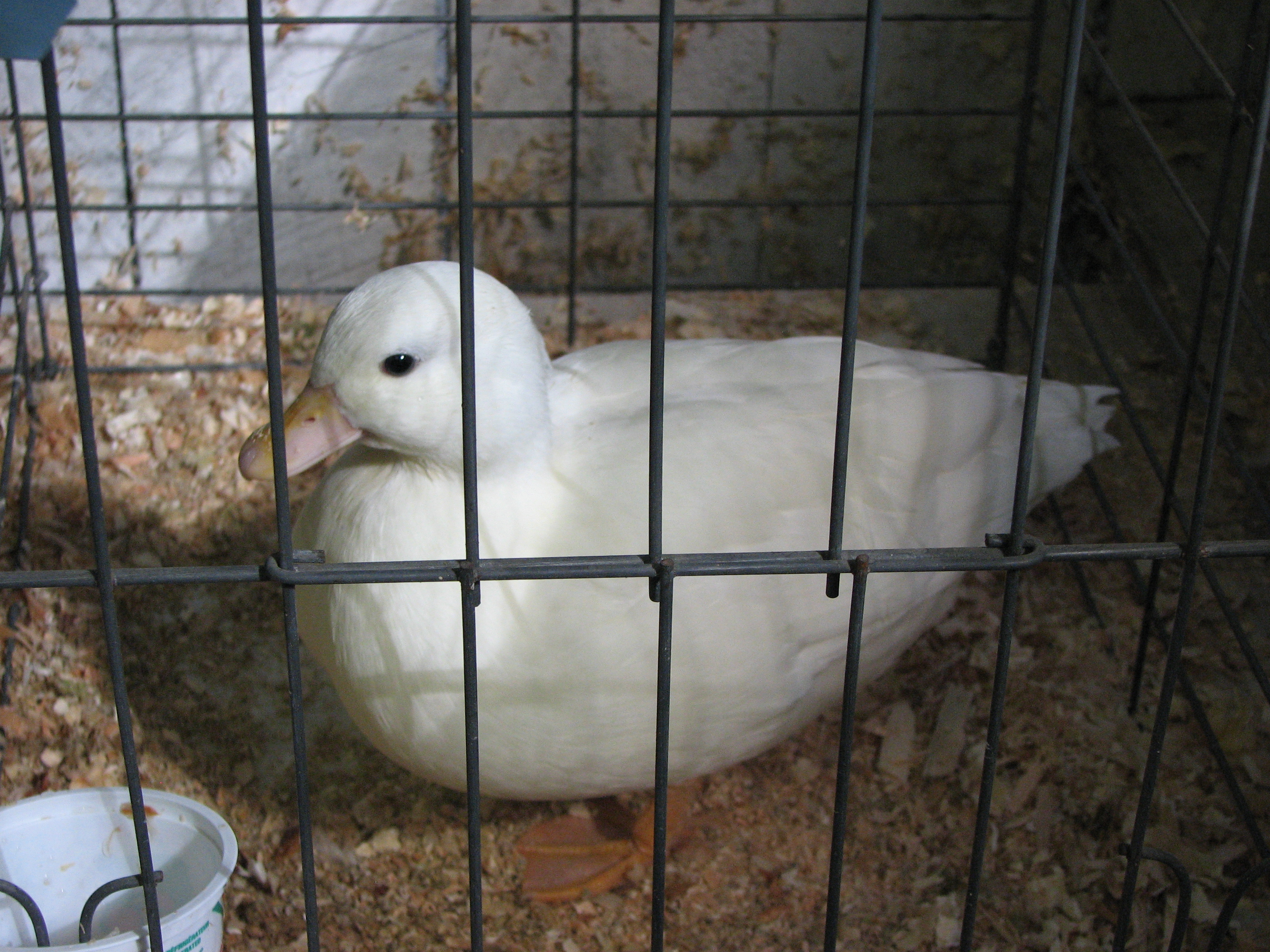
一只白色柯尔鸭

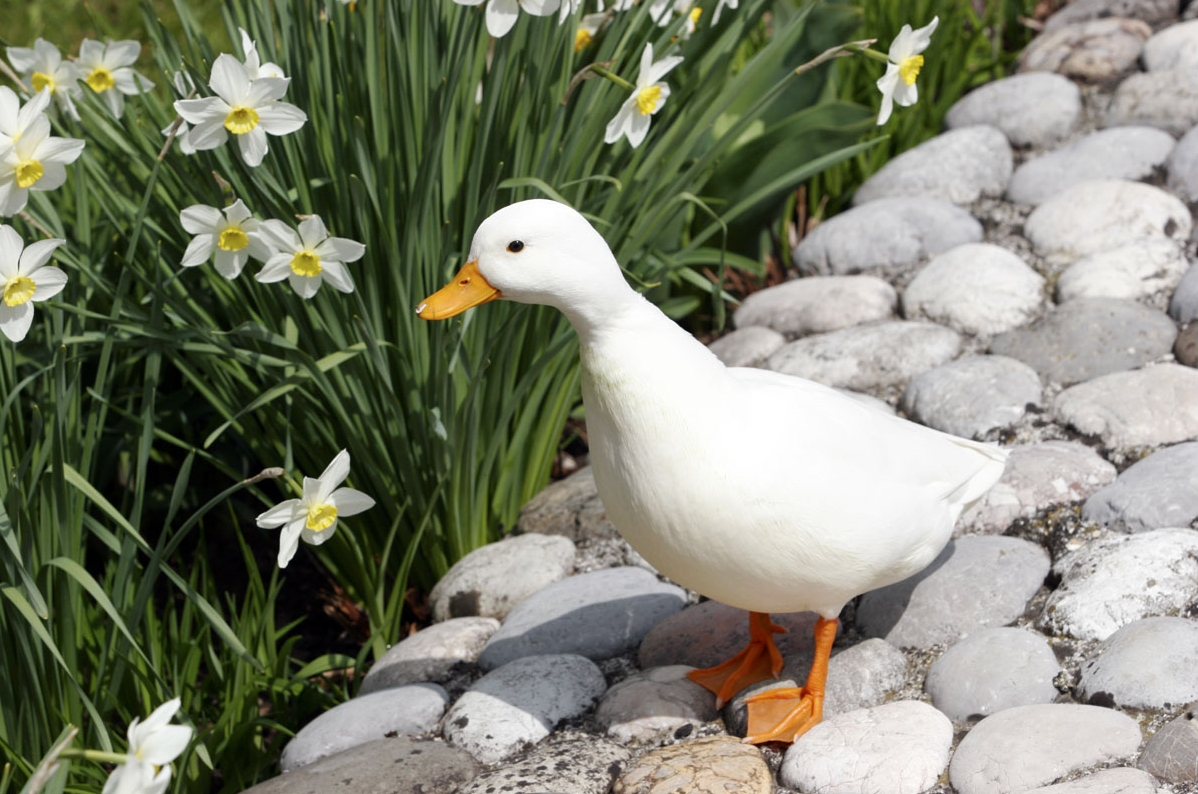
成年公柯尔鸭

柯尔鸭（又名科尔鸭、小叫鸭）是原产于荷兰的家鸭种类，一只公柯尔鸭的重量可以达到570至680克左右，因其叫声和其他鸭类有差别，柯尔鸭被用作狩猎鸭养殖，现多数用作观赏类宠物使用。

## 在中國的流行
2019年，商人王健林之子王思聪在Instagram上传了一张由他饲养的柯尔鸭照片，柯尔鸭因此在中国大陆走红。而在中国大陆多地也有商家开设饲养柯尔鸭的咖啡店。